# Grobova fragmentace
Grobova fragmentace je eliminační reakce, při které se rozdělí neutrální alifatický řetězec na tři části: kation s atomy 1 a 2, nenasycený neutrální fragment s atomy 3 a 4, a anion, obsahující zbytek řetězce. Objevil ji švýcarský chemik Cyril A. Grob.
Kationtem může být karbenium, karbonium, nebo acylium; neutrální složkou například alken, alkyn, nebo imin; aniontem mimo jiné tosyl či hydroxyl:
V některých případech se atom 1 stává záporně nabitým, a produkty reakce jsou pak všechny neutrální.

## Historie
První fragmentační reakci popsal Frank Clifford Whitmore v roce 1933, šlo o dehydrataci di(terc-butyl)methanolu za vzniku 2-methyl-but-2-enu a isobutenu.
Při této reakci se vytváří sekundární karbokation, který se přesmykuje na stálejší terciární karbokation a odštěpuje terc-butylový kation:
Albert Eschenmoser v roce 1952 zkoumal zásaditě katalyzovanou fragmentaci některých beta-hydroxyketonů.
Grobův článek z roku 1955 se zaměřoval na tvorbu hexa-1,5-dienu z cis- a trans-1,4-dibromcyklohexanu reakcí s kovovým sodíkem:

## Mechanismus
Mechanismus této reakce závisí na použitém reaktantu a reakčních podmínkách a může probíhat soustředěně, nebo ve dvou krocích přes karbokationtový meziprodukt, kdy se kation odštěpuje jako první, případně dvoukrokově přes aniontový meziprodukt, kdy se jako první oddělí kation. Karboaniontový mechanismus se vyskytuje častěji a je podporován stabilitou vzniklého kationu a schopností oddělit se u kationtové odstupující skupiny. Při použití cyklických substrátů převažuje oddělení skupiny v poloze anti- vůči vazbě sigma, podobně jako u E2 reakcí.

## Příklady

### Příprava thapsigarginu z Wielandova–Miescherova ketonu
Grobovu fragmentaci lze použít na rozšíření kruhu Wielandova–Miescherova ketonu za vzniku thapsigarginu:
Při této reakci diastereoselektivní redukcí ketonu 1 tetrahydridoboritanem sodným vzniká alkohol 2, na který se navazuje mesylátová funkční skupina methansulfonylchloridem v pyridinu za vzniku mesylátu 3; selektivita redukce ketonu 1 je důsledkem toho, že tetrahydridoboritan se přibližuje ze spodní strany, kde je sterické působení axiální methylové skupiny menší. Redukcí enonu na derivát allylalkoholu 4 tri-terc-butoxyhydridem hlinitým v tetrahydrofuranu (THF) a následnou hydroborací boranem v THF se vytváří boran 5 (pro přehlednost je zobrazen pouze jeden substituent); diastereoselektivitu hydroborace způsobuje vyhnutí se axiální methylové skupině a navázání axiálního hydridu, které má vliv na konformaci přechodného stavu. Grobovou fragmentací methoxidem sodným v refluxovaném methanolu se vytváří konečný produkt 6; methoxidová skupina reaguje s atomem boru za vzniku borátového komplexu, jenž se poté rozpadá. Protože se na každý atom boru mohou navázat tři molekuly substrátu (R), tak je výsledným vedlejším produktem trimethylboritan. Mesylátová skupina v ekvatoriální poloze může svůj orbital sigma* uspořádat do ideální polohy vůči vazbě sigma, což vytváří požadovanou geometrii u sloučeniny 7.
Dalším příkladem je fragmentace epoxyalkoholu v rámci Holtonovy totální syntézy taxolu.

## aza-Grobova fragmentace
3-aza-Grobova fragmentace je varianta, kdy se kation a anion nachází na pozicích 1 a 5 sekundárního nebo terciárního aminu s dusíkem v poloze 3.
Produkty reakce jsou sloučenina bez volného elektronového páru, imin, a sloučenina obsahující volný elektronový pár (například alkohol).
Mechanismus začíná redukcí amidu (chráněného etherem) na sekundární alkohol. Následně proběhne soustředěná fragmentace, která vytvoří vlastní produkty.
Reakce se provádí v tetrahydrofuranu a tetrahydrothiofenu a s mmnoha různými hydridy.